# Тетерев, Виталий Анатольевич
Виталий Анатольевич Тетерев (род. 7 января 1983, Новополоцк) — белорусский шахматист, гроссмейстер (2007).
В составе национальной сборной участник 2-х Олимпиад (2010—2012) и 19-го командного чемпионата Европы (2013). На 39-й Олимпиаде (2010) в Ханты-Мансийске, показал лучший результат на своей доске (7 из 8; +6 =2).

## Изменения рейтинга
| Графики недоступны из-за технических проблем. См. информацию на Фабрикаторе и на mediawiki.org. |